# Méson thêta
Un méson thêta est un quarkonium hypothétique formé par un quark top et un antiquark top. Il est l'équivalent des mésons phi (quark strange et antiquark strange), psi (quark charm et antiquark charm) et upsilon (quark bottom et antiquark bottom). En raison de son faible temps de vie, il n'a jamais été observé à l'état naturel. 